# Chris Tvedt
Chris Tvedt (geb. 1954) ist ein norwegischer Jurist und Autor von Kriminalromanen.
Er wurde in Bergen geboren. Tvedt studierte an der Universität Bergen Jura und Literaturwissenschaft. Von 1998 bis 2007 praktizierte er als Rechtsanwalt, danach arbeitete er als freier Schriftsteller. 2005 veröffentlichte er seinen ersten Roman Rimelig tvil . Im Jahr 2010 erhielt er den Riverton Prize für sein Werk Dødens sirkel.

## Bibliographie
die Mikael-Brenne-Reihe
- 2005 Rimelig tvil
  - Frei von Schuld, ISBN 978-3-426-50006-4
- 2007 Fare for gjentakelse
  - Auf eigene Gefahr, ISBN 978-3-426-51538-9
- 2008 Skjellig grunn til mistanke
  - Tote Freunde, ISBN 978-3-426-50476-5
- 2009 Rottejegeren
- 2010 Dødens sirkel
  - Niedertracht, ISBN 978-3-426-50914-2
- 2016 Den som forvolder en annens død

die Edvard Matre-Reihe
- 2012 Av jord er du kommet
  - Zu Staub sollst du zerfallen, ISBN 978-3-426-51538-9
- 2013 Den blinde guden
  - Der vierte Kreis der Hölle, ISBN 978-3-426-51875-5
- 2014 Djevelens barn
- 2015 Den siste historien